# ENC Bessières
Pour les articles homonymes, voir ENC.
ENC Bessières est une école publique d'enseignement supérieur fondée en 1957, spécialisée dans les formations aux métiers du commerce située dans le 17e arrondissement de Paris.
L'ENC forme, dans le secteur tertiaire, des futurs cadres et techniciens supérieurs. Sa spécificité tient au fait de ne proposer que des formations post-bac et de développer un enseignement technique du second degré dans les domaines de l'administration, de la gestion des entreprises, du commerce et du tourisme.
L'établissement est également le siège du Greta Metehor Paris, organisme de formation continue du Ministère de l'Éducation nationale.

## Présentation
L'ENC Bessières existe depuis plus d'un demi-siècle et a été entièrement rénovée en 2009 par le cabinet d'architectes Barré-Lambot (travaux d'environ 36,5 millions d'euros financés par la région Île-de-France). C'est un établissement public rattaché au Ministère de l'Éducation Nationale, administré par le rectorat de Paris.
Les différentes formations assurées :
- Classe préparatoire à l'Expertise comptable (DCG, DSCG) : l'ENC est historiquement l'une des écoles les plus anciennes dans cette filière mais aussi l'établissement public avec les meilleurs pourcentages de réussite.
- Classes préparatoires aux grandes écoles : (HEC, ENS, écoles supérieures post-prépa technologique et économique).
- BTS tertiaires (comptabilité, marketing, immobilier, communication, tourisme, système informatiques aux organisations, BTS Management Commercial Opérationnel).

Les différentes langues dispensées :
- anglais, espagnol, portugais, arabe, allemand, italien.

## Prépa D1
La classe préparatoire ENS Rennes D1 de l’École Nationale de Commerce a le meilleur taux d'admissibilité et d'admission à l'ENS de Rennes depuis 2011.
En partenariat avec l'Université Paris Nanterre, elle propose un cursus juridique. Les élèves partagent leur emploi du temps entre la classe préparatoire (où ils suivent des cours de Droit civil, d’Économie, de Droit commercial et de langues), et la faculté. Grâce aux accords entre les deux établissements, les deux années de prépa sont diplomantes car l'étudiant valide sa Licence 1 et 2 de Droit à Nanterre.
À ces cours s’ajoutent des conférences, des colloques (« Transparence et déontologie de la haute fonction publique », « Les discours sur la pauvreté ») des devoirs sur tables réguliers, deux concours blancs par an et des interrogations orales, dites « khôlles ».

## Professeurs
- Jean-Pierre Gattégno, professeur de littérature
- Odile Chenut, professeure de lettres

## Anciens élèves
- Nelly Olin, femme politique
- Alain Bashung, auteur-compositeur-interprète
- Régine Queva, auteure
- Nourredine Hached, homme politique tunisien - ancien Ministre du Travail
- Frédéric Tellier, réalisateur et scénariste français